# アエロフロート1080便墜落事故
アエロフロート1080便墜落事故（アエロフロート1080びんついらくじこ）は、1978年10月7日に発生した航空事故である。コルツォヴォ国際空港発タラズ空港行きだったアエロフロート1080便（ヤコヴレフ Yak-40）が、コルツォヴォ国際空港からの離陸時に着氷によりエンジンが故障して墜落し、乗員乗客38人全員が死亡した。事故当時、Yak-40で発生した航空事故としては、過去2番目に悪いものとなった
。

## 飛行の詳細
事故機のヤコヴレフ Yak-40（CCCP-87437）は1974年から運航を開始し、事故までに6300時間飛行していた。1080便はアエロフロート傘下のカザフ民間航空局（後のカザフスタン航空）によって運航されていた。事故当日、1080便には34人の乗客と2人のパイロット、整備士と客室乗務員がそれぞれ1人ずつ搭乗していた。コルツォヴォ国際空港からカザフSSR北部のコスタナイ空港を経由し南部のタラズ空港へ向かう国内線として運航されていた。事故当時は雨が降っており、気温は5 ℃だった。

## 事故の経緯
1080便はYEKT10月7日19時48分にコルツォヴォ空港の滑走路26から離陸滑走を開始した。離陸時、空港では横風が吹いていた。また、事故機は過積載の状態であり、110ノット (200 km/h)の速度で離陸した。離陸から2分後、パイロットはエンジン故障を管制官に報告した。
地上340フィート (100 m)付近で、機体は左へ傾斜し始めた。19時51分、管制官は空港付近の丘で閃光と火災が起きるのを目撃した。1080便は墜落時、高さ75フィート (23 m)の木々に接触した。その衝撃により、スタビライザーが分離した。その後地面に激突し、乗員乗客38人全員が死亡した。

## 事故調査
民間航空事故調査委員会のソビエト州立研究所は、墜落はパイロットエラーによるものだとした。事故機は過積載の状態になっていたため、通常よりも多い推力が必要となった。また、パイロットは着氷条件を考慮に入れておらず、除氷装置を作動させていなかった。そのため、離陸直後に左エンジンが故障し、他の2基も推力が充分に出なかった。調査委員会は、管制官がパイロットに付近の地形について伝えなかったことも要因であると述べた。